# Telchines
Telchines är ett släkte av fjärilar. Telchines ingår i familjen Thyrididae.
Kladogram enligt Catalogue of Life:
| Telchines | \| \| Telchines henrici \| \| \| \| \| \| Telchines lepides \| \| \| \| \| \| Telchines vialis \| \| \| \| |
|           | \| \| Telchines henrici \| \| \| \| \| \| Telchines lepides \| \| \| \| \| \| Telchines vialis \| \| \| \| |
|           | Telchines henrici                                                                                          |
|           | |
|           | Telchines lepides                                                                                          |
|           | |
|           | Telchines vialis                                                                                           |
|           | |